# Betaproteobacteria
Betaproteobacteria (do grego beta, segunda  letra do alfabeto grego; + Proteus, deus do oceano capaz de mudar de forma; + bakterion, pequeno bastão; + ia, sufixo que indica classe) é uma classe de bactérias gram-negativas do filo Proteobacteria. A classe é baseada na análise filogenética de seqüências de 16S rRNA, e todos os membros são relacionados com a ordem Spirillales[a]. A ordem-tipo é a Burkholderiales.

## Ordens
- Burkholderiales Garrity, Bell & Lilburn 2006
- Hydrogenophilales Garrity, Bell & Lilburn 2006
- Neisseriales Tonjum 2006
- Methylophilales Garrity, Bell & Lilburn 2006
- Nitrosomonadales Garrity, Bell & Lilburn 2006
- "Procabacteriales" publicação não validada
- Rhodocyclales Garrity, Bell & Lilburn 2006